# Surfactant
Surfactant ist ein englisches Kunstwort (surface active agent) und bedeutet „grenzflächenaktive Substanz“ (Tensid). Die englische Bezeichnung hat sich im Deutschen für eine spezielle, bedeutsame oberflächenaktive Substanz in der Lunge durchgesetzt. Von spezialisierten Lungenzellen (Pneumozyten Typ II) werden charakteristische Phospholipide, Neutrallipide (Cholesterinester) und Proteine im Verhältnis 10:1:1 gebildet und zum Teil auch aus dem Blut aufgenommen. Sie werden dann in Granula, den Lamellarkörperchen (= osmiophile Granula), gespeichert und in die Lungenbläschen (Alveolen) sezerniert, wo sie die Oberflächenspannung (zwischen Luft und Alveolenauskleidung) vermindern.
Entsprechend der Young-Laplace-Gleichung ist die Oberflächenspannung für die kleinen Atemwege (Bronchioli), die unreife Lunge Frühgeborener, die noch keine Alveolen besitzt, und die primär nicht-alveoläre Vogellunge ebenso wichtig wie für die alveoläre Lunge. Daraus ergibt sich eine essentielle Bedeutung eines Mangels oder Hemmung des Surfactantsystems bei akuten Erkrankungen (Atemnotsyndrom Frühgeborener, Acute Respiratory Distress Syndrome [Schocklunge]).

## Zusammensetzung
Die ca. 90 % Lipide im Surfactant bestehen etwa zu 10 % aus Neutrallipiden (insbesondere Cholesterinester) und zu 80 % aus Phospholipiden mit charakteristischer molekularer Zusammensetzung. Von ihnen sind 80 % Phosphatidylcholine, die sich in Länge und Sättigungsgrad ihrer Fettsäuren – und damit in ihren physikalischen Eigenschaften – von Phosphatidylcholinen anderer Organe und Sekrete (Lipoproteine, Galle, Gehirn etc.) unterscheiden. Phosphatidylcholine, die unter Kontrolle des Transportproteins ABC-A3 in das Surfactant eingebaut werden, haben charakteristischerweise eine Fettsäurelänge aus 14 oder 16 Kohlenstoffatomen und sind gesättigt (Myristinsäure = C14:0, Palmitinsäure = C16:0) oder haben maximal eine cis-Doppelbindung (Palmitoleinsäure = C16:1). Die drei Haupt-Phosphatidylcholine des Surfactants sind daher Dipalmitoyl-Phosphatidylcholin (PC16:0/16:0), Palmitoyl-myristoyl-Phosphatidylcholin (PC16:0/14:0) und Palmitoyl-palmitoleoyl-Phosphatidylcholin (PC16:0/16:1). Sie machen grundsätzlich ca. 75 % des Surfactant-Phosphatidylcholins aus und werden spezifisch in den Lamellarkörperchen der Typ-II-Pneumozyten angereichert. Ihre relative Verteilung ist aber von Entwicklung und Atemphysiologie abhängig. Insbesondere ist PC16:0/16:1 bei Organismen mit hoher Atemruhefrequenz erhöht, während PC16:0/14:0 während der Alveolen-Entwicklung erhöht ist. Ein Surfactant, das im Wesentlichen PC16:0/16:0 enthält, haben nur Vögel, die keine Lungenalveolen und steife Lungen im Sinne eines Durchflussoxygenators besitzen. Die klassische Vorstellung, dass PC16:0/16:0 die essentielle Hauptkomponente des Lungen-Surfactants ist, wurde durch Ergebnisse relativiert, die zeigten, dass manche Tiere mit alveolären Lungen ein Surfactant fast ohne diese Komponente besitzen.
Die komplexe Zusammensetzung des Surfactants bei Säugern ist wegen der Oberflächenänderungen der alveolären Gas-Flüssigkeitsgrenze bei der Atmung notwendig. Der Alveolenradius und die Fläche wird in der Ausatmung kleiner, was die Kollapsneigung der Alveolen am Ende der Ausatmung gemäß der Young-Laplace-Gleichung erhöht. Damit die Alveolen stabil bleiben, muss die Oberflächenspannung insbesondere am Ende der Ausatmung nahe 0 mN/m (statt 72 mN/m bei einer Luft-Wasser-Grenzfläche) betragen. Um den dynamischen Anforderungen an das Surfactant während der Atembewegungen der Lungenbläschen Genüge leisten zu können, muss das Surfactant neben den bei Körpertemperatur rigiden und dicht an der Oberfläche gepackten PC16:0/16:0 auch „fluide“ Lipide und chaotrope Komponenten enthalten. Das sind PC16:0/14:0, PC16:0/16:1 sowie anionische Phospholipide, insbesondere Phosphatidylglycerol und/oder Phosphatidylinositol, und die hydrophoben Surfactantproteine (SP) SP-B und SP-C. Um die schnelle Anlagerung des Surfactants an die Grenzflächen und die atemsynchrone Dynamik des Surfactantreservoirs und der Gas-Flüssigkeit-Grenze der bei der Atmung oszillierenden Alveolen aufrechtzuerhalten, benötigt es neben den fluiden Phospholipiden eben diese stark hydrophoben Proteine SP-B und SP-C, die spezifisch mit den Lipiden interagieren.
Dem gegenüber sind die hydrophilen Surfactantproteine SP-A und SP-D in die Regulation der Surfactant-Entfaltung nach Sekretion der Lamellarkörperchen eingebunden. Unter Wirkung von SP-A zusammen mit SP-B wird eine Zwischenstufe das sezernierte Lamellarkörperchen zum „tubulären Myelin“ entpackt. Dieses beliefert dann das oberflächenassoziierte Reservoir. Die Rückkopplungsmechanismen zwischen Sekretion und Wiederaufnahme in Pneumozyten Typ II sind abhängig von SP-A und SP-D. Letztere sind zudem wesentlich an der antikörperunabhängigen (primären) Abwehr gegen Bakterien und Viren beteiligt. Im Tierversuch z. B. tritt eine Pneumokokken-Pneumonie bei SP-A-Knockout-Mäusen in den Blutkreislauf über, bei normalem SP-A-Gehalt der Lunge nicht.
Entscheidend für das Surfactant ist, dass seine Zusammensetzung an die Biologie und Atemphysiologie der Lunge angepasst ist. Ist die Atemfrequenz hoch, dann ist PC16:0/16:0 niedrig und die anderen fluiden Komponenten erhöht, um den dynamischen Eigenschaften des Surfactants Genüge zu leisten. Ist sie gering bzw. gibt es keine Oberflächenänderung der Gasaustauschflächen während des Atemzyklus (Vogellunge), ist PC16:0/16:0 fast die alleinige Surfactantkomponente, zusammen mit SP-B zur Steigerung der Anlagerung an die Grenzfläche. Die Anwesenheit von SP-A und SP-D als Abwehrmoleküle hängt auch davon ab, wo eingeatmete Partikel im Atemtrakt sedimentieren. Beim Menschen und Säuger sind das Alveolen und Bronchioli, bei Vögeln die Luftsäcke. Entsprechend finden wir im Säuger-Surfactant SP-A und SP-D, im Vogelsurfactant jedoch nicht.

## Funktion
Die Surfactant-Auskleidung hat also mindestens drei zusammenhängende biophysikalische Aufgaben:
- Senkung des „Eröffnungsdrucks“ kleiner Alveolen und Vermeidung einer Umverteilung von Gas aus einer kleinen Alveole in eine große und damit den Kollaps der kleinen. Hier zeigt sich die dynamische Funktion und Struktur des Surfactants: Die Oberflächenspannung hängt von der Dichte (Kompression) des Surfactants an der Grenzfläche ab, die bei kleinerem Radius steigt, womit die Oberflächenspannung noch weiter absinkt.
- Erhöhung der Lungen-Dehnbarkeit (Compliance), so dass eine kleinere Druckdifferenz und somit weniger Atemarbeit zur Inspiration nötig ist.
- Verhinderung des Alveolenkollaps am Ende der Ausatmung. Der intrathorakale Druck nähert sich bei Exhalation dem Alveolardruck an, ohne Maneuver und physiologisch beide etwa 0 kPa. Unter Umständen kann der intrathorakale Druck auch leicht positiv werden, zum Beispiel bei forcierter Ausatmung mit der Atemhilfsmuskulatur. Nach der Young-Laplace-Gleichung muss der Alveolenradius nicht mehr so stark abfallen, um das Gleichgewicht von kollabierendem und expandierendem Druck zu balancieren.

Des Weiteren lösen vom Fötus ausgeschiedene Bestandteile des Surfactants vermutlich eine Immunreaktion im mütterlichen Uterus aus, die den natürlichen Einleitungsprozess der Geburt des reifen Fötus startet.

## Erkrankungen
Die Surfactantbildung beginnt ab der 24. Schwangerschaftswoche, aber erst ab der 34. Schwangerschaftswoche wird es meist in ausreichenden Mengen produziert (→ Lungenreifung), so dass Frühgeborene häufig an einem Atemnotsyndrom leiden. Eine in der Schwangerschaft bestehende diabetische Stoffwechsellage (beispielsweise beim Schwangerschaftsdiabetes) kann ebenfalls die Entwicklung der Typ-II-Pneumozyten und Bildung von Surfactant in der Fetalzeit stören, so dass auch reife Neugeborene über zu wenig Surfactant verfügen können. In beiden Fällen spricht man von einem Newborn Respiratory Distress Syndrome (NRDS). Ebenso liegt im Rahmen anderer Erkrankungen des Neugeborenen (z. B. bei einer schweren Infektion oder einer Meconiumaspiration) ein erhöhter Verbrauch oder die Hemmung bereits produzierten Surfactants vor, so dass als Folge ein sekundäres Atemnotsyndrom entstehen kann. Eine seltene, aber tödlich verlaufende Erkrankung ist der genetisch verursachte Surfactant-Protein-B-Mangel, der bei ansonsten unauffälligen reifen Neugeborenen rasch zum Atemnotsyndrom führt. Gleiche Folgen kann ein Mangel an dem intrazellulären Transportprotein ABC-A3 haben. Eine weitere Erkrankung ist der Surfactant-Protein-C-Mangel, der von Geburt an mit einem chronischen Surfactant-Mangel einhergeht, in der Regel aber erst im Erwachsenenalter in Form einer interstitiellen Lungenerkrankung imponiert.
Ohne Surfactant fallen nach der Geburt die Alveolen - bzs. die Sacculi unreifer Lungen zunehmend in sich zusammen, beruhend auf der hohen Oberflächenspannung und dem erhöhten Kollapsdruck bei kleinem Durchmesser am Ende der Ausatmung (siehe Young-Laplace-Gleichung). Die kleinen Atemwege sind ebenfalls von der hohen Oberflächenspannung betroffen. Die Gasaustauschfläche der Lunge verkleinert sich. Ein Gasaustausch ist kaum oder gar nicht möglich und es entsteht eine Unterversorgung des Organismus mit Sauerstoff und eine behinderte Abatmung von Kohlendioxid. Das an einem Atemnotsyndrom leidende Frühgeborene hat daher eine Zyanose. Die Atemanstrengung nimmt zu und äußert sich mit „Nasenflügeln“ und einer stöhnenden Atmung. Rippen und Brustbein treten bei jedem Atemzug deutlich sichtbar hervor. Unbehandelt entwickelt sich ein lebensgefährliches Krankheitsbild mit akutem Atemversagen und Hypoxie aller anderen Organe.
Inzwischen kann man aus Tierlungen extrahierten oder künstlich hergestellten Surfactant als Emulsion über einen in die Luftröhre eingeführten Katheter oder Tubus in die Lungen von Frühgeborenen einbringen. Außerdem wird im Allgemeinen bei einer abzusehenden Frühgeburt vor 33 Wochen Gestationsalter der Schwangeren im Abstand von 24 Stunden eine zweimalige Injektion Glucocorticoide, in der Regel Betamethason, verabreicht. Dies erhöht die Menge an Surfactant in der kindlichen Lunge durch beschleunigte Differenzierung der Typ-II-Pneumozyten, allerdings auf Kosten des Wachstums, da alle Glucocorticoide katabol wirken. Die therapeutische Anwendung von Surfactant, die durch Tetsuro Fujiwara und andere entwickelt und Ende der 1980er Jahre eingeführt wurde, war für die Kinderheilkunde revolutionär. Die Überlebenschancen kleiner Frühgeborener wurde mit diesem Medikament erheblich verbessert.

## Schädigung durch Langzeiteinwirkung hoher Sauerstoffpartialdrücke
Durch Langzeitanwendung sehr hoher Sauerstoffpartialdrücke kann es im Erwachsenen ebenso zu einer Schädigung des Surfactants mit den oben beschriebenen Symptomen kommen. Dies hat als Lorrain-Smith-Effekt besondere Relevanz beim Tauchen, vor allem für das technische Tauchen und die hyperbare Sauerstofftherapie.